# 流浪動物

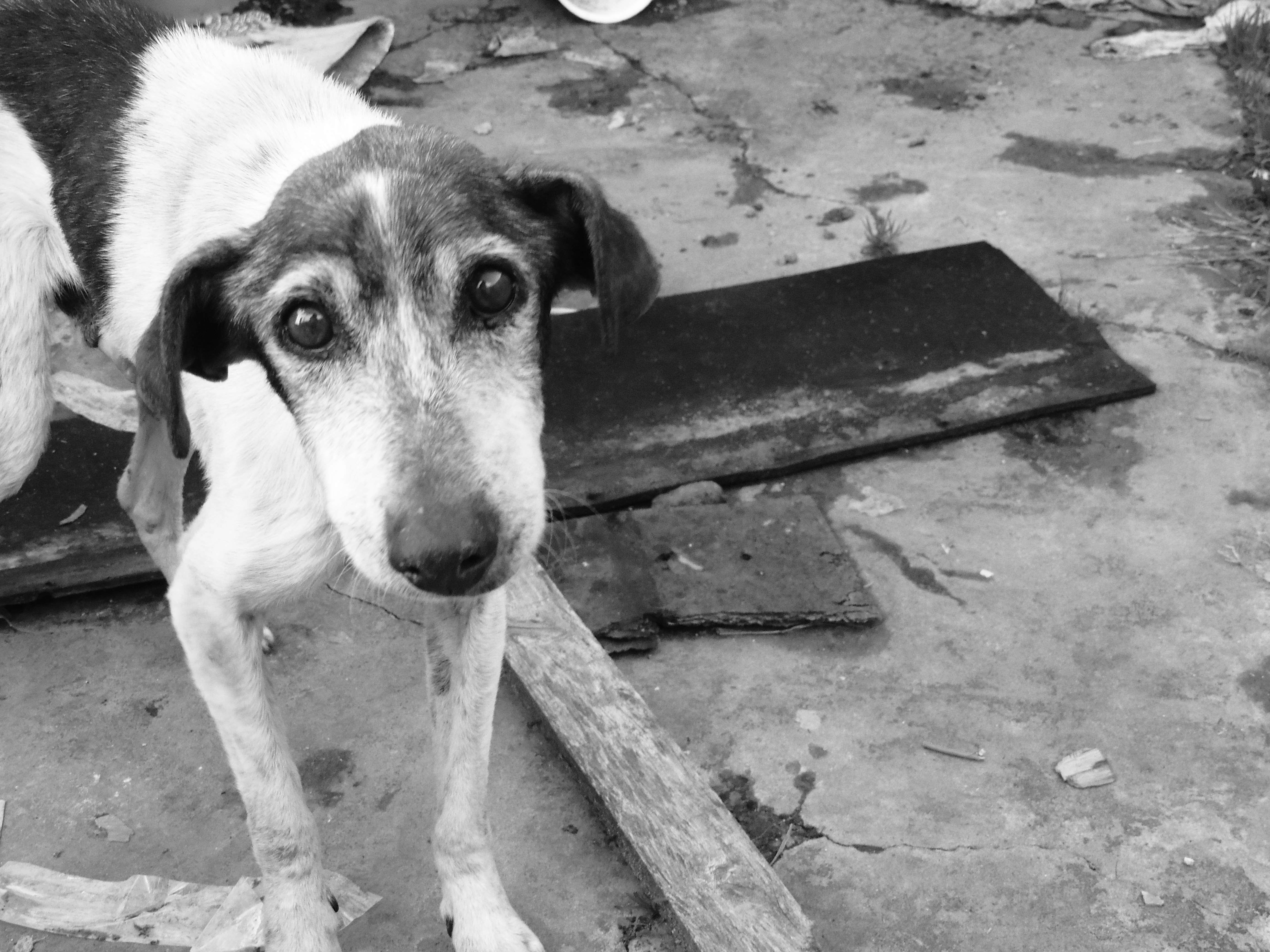
流浪狗的照片

流浪動物通常指处于无人监管且無家可歸，並非當地原生動物，例如流浪狗、流浪猫，与野生动物并非同一概念。

## 採取的措施
捕捉、絕育、釋放（又稱TNR）是常见处理流浪猫犬的方式。而收容流浪动物后，安排领养或安乐死亦是各国政府、相关机构处理流浪猫狗的常见手段。
各地處理情況
在中國大陸，动物权利尚处于争议领域，有收容機制，每隔一段時間也會傳出大型的專項整治行動，此行動主要以撲殺為主。
在香港，目前流浪動物的處理政策收容與認養並行，會在收容一段時間後，若無人認養會進行人道毀滅。
澳門市政署近年積極主動將捕捉到的流浪動物絕育後進行認養（簡稱TNA），改善流浪動物的生活及福利。
台灣的流浪動物，依據中央主管機關農業部政策，各地方政府均有成立收容所，經民眾通報收容的流浪動物，在2015年之前是收容12夜後會進行撲殺，動保修正案「收容所零撲殺」正式通過並在兩年緩衝及修正後，2017年2月正式上路。

## 相關
- 放生
- 世界流浪動物日
- 簡稚澄